# Jacques Alexis Thuriot
Jacques Alexis Thuriot de la Rozière (Sézanne, 1º maggio 1753 – Liegi, 30 giugno 1829) è stato un politico, avvocato e rivoluzionario francese.

## Biografia
Jacques Alexis Thuriot de la Rozière, Cavaliere dell'Impero, nato a Sézanne il 1º maggio 1753 e morto a Liegi il 30 giugno 1829, avvocato, è stato un uomo politico francese rivoluzionario, che fu deputato della Marna alla Convenzione nazionale.

### Gioventù e inizi della carriera rivoluzionaria
Figlio di un maestro falegname di Sézanne, Thuriot fece gli studi di diritto e diventò avvocato a Reims e poi a Parigi.
Sostenitore delle idee rivoluzionarie, è un elettore dei membri del Terzo Stato per gli Stati Generali. Il 14 luglio 1789, ha partecipato attivamente alla presa della Bastiglia. Membro del Comitato Permanente del Municipio all'Hôtel de Ville a Parigi, è stato inviato con Louis Ethis de Corny a capo di una delegazione per chiedere la resa della fortezza vecchia, ma fallisce.
Nel 1790 torna alla Marna e viene nominato giudice della corte distrettuale nella sua città natale.

### Alla Legislativa
Nel 1791, Thuriot viene eletto deputato all'Assemblea legislativa per il dipartimento della Marna, con 225 voti su 381 votanti. Dapprima neutrale, si colloca all'inizio del 1792, ai lati della Sinistra. 
Fa quindi votare nel mese di marzo misure dure contro gli Émigré e i sacerdoti refrattari. Denunciò anche il ministro Narbonne, accusato di aver inviato alle armi un reggimento di sua iniziativa.
Il 2 luglio 1792, pronunciò alla tribuna un violento discorso col il quale chiedeva il licenziamento dello stato maggiore della Guardia costituzionale del re. Egli sostiene inoltre che la patria sia dichiarata in pericolo, che le sezioni rivoluzionarie si mettano in stato di allarme e che siano venduti i beni degli émigré. Infine, ottiene l'arresto dell'ex ministro dei Foglianti Tarbé.

### La caduta del re
Divenuto vicino a Danton e membro attivo del Club dei Giacobini, partecipa alla Giornata del 10 agosto 1792. Avvocato della Commune di Parigi presso l'Assemblea Legislativa, fa arrestare i ministri d'Abancourt e La Porte, messi a morte poco dopo. Fa altresì decretare i domiciliari.
L'11 agosto, egli raccomanda la distruzione delle statue dei re di Francia. Ha partecipato alla creazione del "Tribunale 17 agosto", a cui permette di giudicare sospetti senza appello. Prova del suo crescente potere, è l'ultimo Vice Presidente dell'Assemblea legislativa, il 17 settembre.

### Thuriot alla convenzione

#### Un fervente montagnardo
Il 3 settembre 1792, viene eletto alla Convenzione nazionale, sempre per il dipartimento della Marna, con 344 voti su 412 votanti.
Siede sui banchi dei Montagnardi. Come i suoi colleghi della sinistra, si scaglia violentemente contro i Girondini e i realisti. Il 12 dicembre 1792, chiede che Luigi XVI sia giudicato "entro tre giorni" e e vuole vedere "portare la sua testa al patibolo." Lo stesso giorno, è uno dei quattro commissari delegati per chiedere all'ex monarca quali difensori avesse scelto.
Vota palesemente per la morte di Luigi XVI e accusa i capi girondini Brissot, Vergniaud e Louvet di complotti per salvare il re. Il 21 gennaio 1793, accusa Pétion per aver consentito i massacri di settembre. Poco dopo, è Dumouriez che è l'obiettivo della sua ira, anche se il generale era in buoni rapporti con il suo mentore Danton.
Durante le giornate del 31 maggio e del 2 giugno 1793 che vedono la caduta dei Girondini, Thuriot è in prima linea per attaccare questi ultimi.
Grazie all'appoggio di Danton, viene eletto Presidente della Convenzione nazionale per un mandato dal 27 giugno all'11 luglio 1793.
Thuriot entra al Comitato di salute pubblica il 10 luglio, dove è il solo membro dantonista. Si oppone subito al Terrore e si trova in disaccordo con Robespierre. In effetti, egli tratta con stupore questi come "moderato". Sempre più in minoranza, si oppone all'arresto di Houchard, dà le dimissioni dal "Grand Comité" il 20 settembre 1793.

#### Nel movimento dantonista
Ciononostante continuò la sua attività parlamentare, chiedendo la distruzione delle piastre dei camini contrassegnati con simboli reali o nobiliari, quindi fa dichiarare che la Convenzione sarebbe andata al « Tempio della ragione » a cantare l'inno della libertà.
A partire dall'autunno 1793, Thuriot prende parte alla lotta tra le fazioni e e si unì al movimento dei moderati guidati da Danton, gli Indulgenti. Dal 25 settembre 1793, solo cinque giorni dopo aver lasciato il Comitato, attacca la politica terroristica: «Dobbiamo fermare questo torrente in piena che ci porta alla barbarie! Dobbiamo fermare il progresso della tirannia.»
Il 10 novembre, ottiene con Chabot che tutti i deputati arrestati siano ascoltati dalla Convenzione. Due giorni dopo, egli condanna come arbitrario l'arresto di Osselin.
Questa moderazione gli vale l'esclusione dal 13 novembre dal Club dei Giacobini sotto la pressione degli Hébertisti, insieme a Chabot e Basire.
Alla fine di novembre, Thuriot sostiene con Danton l'idea di istituire dei Procuratori di dipartimento che sarebbero stati gli ufficiali del governo rivoluzionario nella provincia. Bertrand Barère e Billaud-Varenne fanno respingere questa proposta, che tuttavia è all'origine della creazione degli Agenti nazionali pochi giorni dopo.
È in seguito molto più discreto, permettendogli così di non essere giustiziato con i suoi amici Danton e Desmoulins il 5 aprile 1794.
Odiando ormai l'Incorruttibile, Thuriot è uno degli artefici della caduta di Robespierre il 9 termidoro anno II (27 luglio 1794). Quel giorno, dopo aver preso il posto di Collot d’Herbois alla Presidenza dell'Assemblea, impedisce a Robespierre di parlare e quindi promuove il suo stato d'accusa e la sua caduta. Il giorno successivo, 10 Termidoro, interviene sul podio della tribuna per richiedere l'immediata esecuzione di Robespierre.

#### La reazione thermidoriana
Simbolo dei Dantonisti riuniti attorno alla politica dei Thermidoriani, Thuriot torna al Comitato di salute pubblica dal 31 luglio 1794. Ne approfitta per far nominare il suo amico Dobsen a capo del Tribunale rivoluzionario al posto di Dumas. Reintegrato dai Giacobini, viene anche eletto Presidente del club il 13 agosto 1794. Rimane al Comitato fino a dicembre, ma non approva la politica della reazione che viene effettuata.
Infatti, contrariamente a altri dantonisti come Tallien, Merlin de Thionville o Fréron, Thuriot non si siede ai banchi della destra. Quando Lecointre denuncia nel mese di fruttidoro i Comitati dell'anno II (1794), fa votare una mozione di "condanna" contro di esso. Per lui l'attacco era infatti diretto contro la Convenzione nazionale nel suo complesso. Thuriot si ritrova a capo di un gruppo di deputati « centristi », sostenitori della conciliazione tra i termidoriani « reazionari » e i Crétois (Montagnardi dell'anno III). La sua azione politica negli ultimi mesi del 1794 è poco coerente. Da un lato richiede l'annientamento della rivolta giacobina di Marsiglia, ma dall'altro teme che con il processo contro Jean-Baptiste Carrier si apra un vaso di Pandora permettendo di giudicare tutti i Montagnardi. Abbandona al loro destino Barère, Collot d'Herbois e Billaud-Varenne, ma è molto riluttante all'idea di reintegrare i Girondini, i sopravvissuti dei quali vengono reintegrati comunque l'8 marzo 1795.

#### Con gli ultimi Montagnardi
Durante l'inverno dell'anno III (1795), di fronte all'aumento della reazione, Thuriot si orienta sempre più verso la sinistra. Chiede la soppressione dei comitati rivoluzionari che accusa di compiere atti di vendetta contro i patrioti dopo la caduta di Robespierre. È uno dei promotori principali della insurrezione del 12 germinale anno III, guidata da una delle sue creature, Van Eck. Pochi giorni dopo, il Comitato di sicurezza generale scopre un presunto complotto di cui sarebbe a capo con Cambon e Maribon-Montaut, la « conjuration des œufs rouges » ("cospirazione delle uova rosse").
Sostiene e partecipa all'Insurrezione del 1º pratile con i deputati membri della Crète. È anche proclamato procuratore della Commune di Parigi dagli insorti. Il fallimento di questa giornata di rivolta per poco non causa anche la sua fine. Appena il giorno dopo, il 2 pratile, è messo sotto accusa da André Dumont ma riesce a fuggire. Si nasconde per diversi mesi, fino all'amnistia approvata nel mese di ottobre 1795.

### Fine della carriera politica
Thuriot lascia allora la vita politica e diviene commissario del Direttorio presso i tribunali della Marna. Forse vicino a François-Noël Babeuf, è coinvolto nel caso della Cospirazione degli Eguali, ma alla fine non viene arrestato.
Sempre fedele ai suoi ideali giacobini, fu eletto membro del Consiglio dei Cinquecento nel 1798, ma la sua elezione viene annullata durante il Colpo di Stato del 28 floreale anno VI (11 maggio 1798).

### Ritorno alla magistratura
Un anno più tardi, grazie all'appoggio di Sieyès, è nominato supplente presso il tribunale penale del Dipartimento della Senna. Dopo il Colpo di Stato del 18 brumaio (9 novembre 1799) e l'ascesa al potere di Napoleone, Thuriot è nominato giudice titolare dello stesso tribunale. Nel 1804 c'è anche lui che procede all'interrogatorio di Pichegru, Georges Cadoudal e Moreau. È l'autore della relazione del processo di questi ultimi.
L'ex convenzionale è poi membro della Commissione degli émigré, poi nel 1805 sostituto del Procuratore generale della Corte di cassazione. Ottiene dopo qualche tempo una promozione come avvocato generale (procuratore generale della Cassazione). Il 15 maggio 1813, è fatto cavaliere dell'Impero da Napoleone I.

### Esilio e fine
Revocato durante la prima restaurazione seguita all'esilio di Napoleone all'Isola d'Elba, Thuriot recupera il suo incarico durante i Cento giorni. Considerato persona non grata con il ritorno di Luigi XVIII sul trono, è bandito dal regno nel 1816 come un regicida.
Dopo aver venduto la sua proprietà nella Marna, va in esilio a Liegi. Egli vi si stabilì come avvocato e morì nel 1829, appena un anno prima delle Tre Giornate Gloriose che gli avrebbero permesso di ritornare in Francia.
Suo figlio Alexis-Eugène Thuriot sarà eletto deputato nel 1849.